# 立松由宇
立松 由宇（たてまつ ゆう、1999年2月5日 - ）は、千葉県松戸市出身のプロ野球選手（内野手、捕手）。右投左打。千葉ロッテマリーンズ所属。

## 経歴

### プロ入り前
小学校1年生から松戸カージナルスで野球を始め、中学時代は柏リトルシニアでプレーした。
茨城県立藤代高等学校では1年秋から内野手のレギュラーとして試合に出場した。2年秋の新チームから、主将・正捕手を務め、双子の弟の峻とともに打線の中軸を担ったが、夏の県大会では3回戦敗退に終わった。
高校卒業後は立正大学へ進学した。1年春から東都大学野球二部リーグでベンチ入りした。3年春から下位打線で正捕手を担う。秋から5番打者を務め、打率.410、1本塁打、2打点を記録し敢闘賞を受賞した。4年秋にはリーグベストナインを獲得した。東都リーグで通算44試合、打率.298、36安打、3本塁打、22打点を記録した。
大学卒業後は野球を辞めるつもりだったが、父の説得もあり、日本生命に入社し、野球を続けた。1年目の2021年から正捕手としてプレーした。2022年は4月のJABA日立市長杯で2戦連続の本塁打を放ち、秋の社会人野球日本選手権大会で「8番・捕手」で全2戦に出場した。2023年は石伊雄太の入社にともない、一塁手に転向した。社会人野球日本選手権で3大会ぶりの4強進出を果たした。
2024年のプロ野球ドラフト会議で、千葉ロッテマリーンズから6位で指名された。指名直後は年齢や将来への不安から態度を保留していたが、幼少期からロッテファンだったことなどの理由で入団を決意し、11月18日に契約金4000万円、年俸1000万円で契約に合意した（金額は推定）。背番号は49。担当スカウトは三家和真。

## 人物
双子の弟の峻とは、小学校時代から大学まで同じチームでプレーした。当初は大学で野球を辞めようと考えていたが、父から弟が肩を壊して野球ができないことを悔やんで泣いている話を聞かされ、社会人で野球を続けることを決意した。
2024年の十一月場所で優勝した琴櫻将傑は、松戸市立松飛台小学校の1学年先輩にあたり、放課後に一緒にサッカーをしたり、佐渡ケ嶽部屋に“体験入門”したこともあるという。

## 詳細情報

### 記録

#### 初記録
- 初出場・初打席：2025年5月7日、対東北楽天ゴールデンイーグルス8回戦（ZOZOマリンスタジアム）、8回裏に石川慎吾の代打で出場、中込陽翔から左飛
- 初先発出場：2025年5月9日、対埼玉西武ライオンズ5回戦（埼玉県営大宮公園野球場）、「7番・一塁手」で先発出場[8]

### 背番号
- 49（2025年[5] - ）